# Faeröers voetbalelftal in 1993
Het Faeröers voetbalelftal speelde in totaal zes interlands in het jaar 1993, waaronder vijf duels in de kwalificatiereeks voor het WK voetbal 1994 in de Verenigde Staten. Alle wedstrijden gingen verloren. De nationale selectie stond voor het vijfde en laatste jaar onder leiding van de IJslandse bondscoach Páll Guðlaugsson. Hij werd opgevolgd door de Deense oud-international Allan Simonsen. Op de in 1993 geïntroduceerde FIFA-wereldranglijst zakte Faeröer in 1993 van de 111de (augustus 1993) naar de 115de plaats (december 1993).

## Balans
| Wedstrijden | Wedstrijden | Wedstrijden | Wedstrijden | Doelpunten | Doelpunten | Doelpunten | Punten |
| Gespeeld    | Winst       | Gelijk      | Verlies     | Voor       | Tegen      | Saldo      | Punten |
| ----------- | ----------- | ----------- | ----------- | ---------- | ---------- | ---------- | ------ |
| 6           | 0           | 0           | 6           | 1          | 23         | –22        | 0.000  |

## Interlands
|                                                            |                                                                |       |              |                                                                                            |
| 25 april WK-kwalificatie № 21 «onderlinge duels» 15:30 uur | Cyprus                                                         | 3 – 1 | Faeröer      | Tsirion Athletic Center, Limassol Toeschouwers: 4.000 Scheidsrechter: Haim Lipkovich (ISR) |
| 25 april WK-kwalificatie № 21 «onderlinge duels» 15:30 uur | Panikos Xiouroupas 8' Andreas Sotiriou 42' Yiannos Ioannou 75' |       | 81' Uni Arge | Tsirion Athletic Center, Limassol Toeschouwers: 4.000 Scheidsrechter: Haim Lipkovich (ISR) |

|                                                          |                                                         |       |         |                                                                                                  |
| 22 mei WK-kwalificatie № 22 «onderlinge duels» 18:30 uur | België                                                  | 3 – 0 | Faeröer | Constant Vanden Stock Stadion, Brussel Toeschouwers: 20.641 Scheidsrechter: Brendan Shorte (IRL) |
| 22 mei WK-kwalificatie № 22 «onderlinge duels» 18:30 uur | Marc Wilmots 32' Enzo Scifo 50' (pen.) Marc Wilmots 76' |       |         | Constant Vanden Stock Stadion, Brussel Toeschouwers: 20.641 Scheidsrechter: Brendan Shorte (IRL) |

|                                                          |         |                                               |       |                                                                          |
| 6 juni WK-kwalificatie № 23 «onderlinge duels» 16:00 uur | Faeröer | 0 – 3                                         | Wales | Svangaskarð, Toftir Toeschouwers: 4.209 Scheidsrechter: Vadim Zhuk (BLR) |
| 6 juni WK-kwalificatie № 23 «onderlinge duels» 16:00 uur |         | 22' Dean Saunders 31' Eric Young 69' Ian Rush |       | Svangaskarð, Toftir Toeschouwers: 4.209 Scheidsrechter: Vadim Zhuk (BLR) |

|                                                           |         |                                                     |                   |                                                                             |
| 16 juni WK-kwalificatie № 24 «onderlinge duels» 20:00 uur | Faeröer | 0 – 3                                               | Tsjecho-Slowakije | Svangaskarð, Toftir Toeschouwers: 1.000 Scheidsrechter: Stephen Lodge (ENG) |
| 16 juni WK-kwalificatie № 24 «onderlinge duels» 20:00 uur |         | 4' Ivan Hašek 37' Marek Poštulka 44' Marek Poštulka |                   | Svangaskarð, Toftir Toeschouwers: 1.000 Scheidsrechter: Stephen Lodge (ENG) |

|                                                                 |         | |           |                                                                         |
| 11 augustus Vriendschappelijk № 25 «onderlinge duels» 20:00 uur | Faeröer | 0 – 7 | Noorwegen | Svangaskarð, Toftir Toeschouwers: 800 Scheidsrechter: Lars Gerner (DEN) |
| 11 augustus Vriendschappelijk № 25 «onderlinge duels» 20:00 uur |         | 6' (pen.) Lars Bohinen 9' Øyvind Leonhardsen 27' Mons Ivar Mjelde 39' Mons Ivar Mjelde 74' Egil Østenstad 75' Jan Pedersen 87' Egil Østenstad |           | Svangaskarð, Toftir Toeschouwers: 800 Scheidsrechter: Lars Gerner (DEN) |

|                                                               |         |                                                                                     |          |                                                                          |
| 8 september WK-kwalificatie № 26 «onderlinge duels» 18:00 uur | Faeröer | 0 – 4                                                                               | Roemenië | Svangaskarð, Toftir Toeschouwers: 2.724 Scheidsrechter: Vadim Zhuk (BLR) |
| 8 september WK-kwalificatie № 26 «onderlinge duels» 18:00 uur |         | 23' Florin Răducioiu 58' Florin Răducioiu 60' Florin Răducioiu 76' Florin Răducioiu |          | Svangaskarð, Toftir Toeschouwers: 2.724 Scheidsrechter: Vadim Zhuk (BLR) |

## FIFA-wereldranglijst
| AUGUSTUS | SEPTEMBER | OKTOBER | NOVEMBER | DECEMBER |
| -------- | --------- | ------- | -------- | -------- |
| 111      | 111       | 113     | 115      | 115      |

## Statistieken
| Jens Martin Knudsen   | 1967-06-11 | GÍ Gøta            | 5 | 1 | 0 | 22 | 0 |
| Bjarni Johansen       | 1971-05-26 | VB Vágur           | 1 | 0 | 0 | 1  | 0 |
| Verdediging           |            |                    |   |   |   |    |   |
| Jóannes Jakobsen      | 1961-08-25 | HB Tórshavn        | 6 | 0 | 0 | 25 | 0 |
| Óli Johannesen        | 1972-05-06 | TB Tvøroyri        | 6 | 0 | 0 | 8  | 0 |
| Alvi Justinussen      | 1968-12-06 | GÍ Gøta            | 5 | 1 | 0 | 12 | 0 |
| Jan Dam               | 1968-09-07 | HB Tórshavn        | 5 | 0 | 0 | 20 | 1 |
| Tummas Eli Hansen     | 1966-02-11 | B36 Tórshavn       | 1 | 1 | 0 | 20 | 0 |
| Odmar Færø            | 1963-09-04 | B68 Toftir         | 1 | 0 | 0 | 1  | 0 |
| Rúni Justinussen      | 1970-06-28 | GÍ Gøta            | 1 | 0 | 0 | 1  | 0 |
| Jákup Eli Olsen       | 1972-10-02 | B68 Toftir         | 1 | 0 | 0 | 2  | 0 |
| Eyðfinn Olsen         | 1963-04-21 | B68 Toftir         | 0 | 1 | 0 | 1  | 0 |
| Middenveld            |            |                    |   |   |   |    |   |
| Abraham Hansen        | 1959-06-16 | US Boulogne        | 6 | 0 | 0 | 22 | 0 |
| Allan Mørkøre         | 1971-11-22 | KÍ Klaksvík        | 5 | 0 | 0 | 19 | 1 |
| Torkil Nielsen        | 1964-01-26 | 07 Vestur Sørvágur | 3 | 1 | 0 | 18 | 2 |
| Páll á Reynatúgvu     | 1967-07-26 | B71 Sandur         | 2 | 3 | 0 | 5  | 0 |
| Øssur Hansen          | 1971-01-07 | B68 Toftir         | 1 | 0 | 0 | 5  | 0 |
| Magni Jarnskor        | 1968-11-16 | GÍ Gøta            | 1 | 0 | 0 | 9  | 0 |
| Bjarki Mohr           | 1968-02-14 | B71 Sandur         | 1 | 0 | 0 | 1  | 0 |
| Jens Erik Rasmussen   | 1968-06-02 | MB Miðvágur        | 0 | 4 | 0 | 10 | 0 |
| Rúni Nolsøe           | 1971-05-21 | HB Tórshavn        | 0 | 1 | 0 | 1  | 0 |
| Aanval                |            |                    |   |   |   |    |   |
| Kurt Mørkøre          | 1969-02-02 | KÍ Klaksvík        | 5 | 0 | 0 | 17 | 1 |
| Kári Reynheim         | 1964-02-15 | B36 Tórshavn       | 5 | 0 | 0 | 25 | 2 |
| Uni Arge              | 1971-01-21 | HB Tórshavn        | 3 | 1 | 1 | 6  | 1 |
| Jón Johannesen        | 1968-08-10 | Glostrup FK        | 1 | 0 | 0 | 2  | 0 |
| Todi Jónsson          | 1972-02-02 | Lyngby BK          | 1 | 0 | 0 | 12 | 1 |
| Súni Fríði Johannesen | 1972-10-20 | B68 Toftir         | 0 | 1 | 0 | 1  | 0 |
| Gunnar Mohr           | 1963-07-17 | HB Tórshavn        | 0 | 1 | 0 | 7  | 0 |

FSF · A-internationals · Statistieken · Bondscoaches · Faeröers vrouwenelftal · Faeröer U21 · Faeröer U20 · Faeröer U19 · Faeröer U18 · Faeröer U17 · Faeröer U16
1980 – 1989 ·
1990 – 1999 ·
2000 – 2009 ·
2010 – 2019 ·
2020 – 2029
1988 · 
1989 · 
1990 ·
1991 · 
1992 · 
1993 · 
1994 · 
1995 · 
1996 · 
1997 · 
1998 · 
1999 · 
2000 · 
2001 · 
2002 · 
2003 · 
2004 · 
2005 · 
2006 · 
2007 · 
2008 · 
2009 · 
2010 · 
2011 · 
2012 · 
2013 · 
2014 · 
2015 · 
2016 ·
2017 ·
2018 ·
2019 ·
2020 ·
2021 ·
2022 ·
2023 ·
2024
Albanië ·
Andorra ·
Armenië ·
Azerbeidzjan ·
België ·
Bosnië en Herzegovina ·
Canada ·
Cyprus ·
Denemarken ·
Duitsland ·
Estland ·
Finland ·
Frankrijk ·
Georgië ·
Gibraltar ·
Griekenland ·
Hongarije ·
Ierland ·
IJsland ·
Israël ·
Italië ·
Joegoslavië ·
Kazachstan ·
Kosovo ·
Letland · 
Liechtenstein ·
Litouwen ·
Luxemburg ·
Malta ·
Moldavië ·
Nederland ·
Noord-Ierland ·
Noord-Macedonië ·
Noorwegen ·
Oekraïne ·
Oostenrijk ·
Polen ·
Portugal ·
Roemenië ·
Rusland ·
San Marino ·
Schotland ·
Servië ·
Servië en Montenegro · 
Slovenië ·
Slowakije ·
Spanje ·
Thailand ·
Tsjechië ·
Tsjecho-Slowakije ·
Turkije ·
Wales ·
Zweden ·
Zwitserland